# Teoria ácido-base de Lewis
Um ácido de Lewis (LA de Lewis acid (em inglês), do nome do químico norte-americano Gilbert Newton Lewis, criador desta teoria ácido-base) é uma espécie química no qual um de seus átomos constituintes possui deficiência de elétrons.
Esta coluna torna-o susceptível de aceitar uma par de elétrons, e por conseguinte de criar uma ligação covalente coordenada com uma base de Lewis. Portanto, um eletrófilo ou receptor de elétrons é um ácido de Lewis. Entretanto, o termo ácido, por si, é ambíguo; deve sempre deixar claro tratar-se de um ácido de Lewis ou de um ácido de Bronsted-Lowry.
A reatividade dos ácidos de Lewis pode ser explicada pelo conceito HSAB (Hard-Soft Acid-Base). Não existe uma universalmente válida descrição de força de um ácido de Lewis, porque a força de ácidos de Lewis depende da específica base de Lewis . Um modelo  tem previsto forças de ácidos de Lewis baseados em um modelo computacional de afinidade no estado gasoso para fluoreto, e fora de uma seleção de ácidos de Lewis isoláveis comuns encontrados que SbF5 tem a mais forte afinidade por flúor. Fluoreto é uma base de Lewis "dura"; cloreto e "mais macias" bases de Lewis são muito difíceis de estudar por causa das limitações dos modelos computacionais, e a acidez de Lewis em solução sofre da mesma restrição.
Um ácido de Lewis normalmente tem uma baixa energia LUMO, a qual interaje com o HOMO da base de Lewis. Diferentemente de um ácido de Brønsted-Lowry, o qual sempre transfere um íon hidrogênio (H+), um ácido de Lewis pode ser qualquer eletrófilo (incluindo H+).
Por exemplo, compostos como o cloreto de alumínio (AlCl3) ou o trifluoreto de boro (BF3) possuem uma lacuna eletrônica e serão por conseguinte ácidos de Lewis. Da mesma forma, os organomagnesianos (reagentes de Grignard) R-Mg-X (muito utilizados em química orgânica) são também ácidos de Lewis.
Outros exemplos de ácidos de Lewis incluem cloreto de ferro (III), pentacloreto de nióbio e triflatos de lantanídios tais como o triflato de itérbio (III).
Ácidos de Lewis podem ser corrosivos. Cloreto de zinco, o qual é corrosivo, particularmente sobre a celulose (papel e algodão), é um notável exemplo de acidez de Lewis que causa um efeito corrosivo. Como a água é uma base de Lewis, ácidos de Lewis comuns rapidamente reagem com a água para formar hidratos, os quais são ácidos de Brønsted. Então, soluções de muitos ácidos de Lewis são também ácidos de Brønsted. Hidratos tem forte ligação química entre o ácido de Lewis e a água, e não é normalmente possível "secá-los", i.e. o hidrato forma um distinto composto químico. Por exemplo, tentando-se secar um cloreto metálico obtêm-se vapores de cloreto de hidrogênio e um oxicloreto metálico.
Embora todo ácido Brønsted-Lowry seja um ácido de Lewis, normalmente o uso do termo ácido de Lewis é frequentemente reservado para aqueles ácido de Lewis que não são ácidos de Brønsted-Lowry.